# نورپرورد

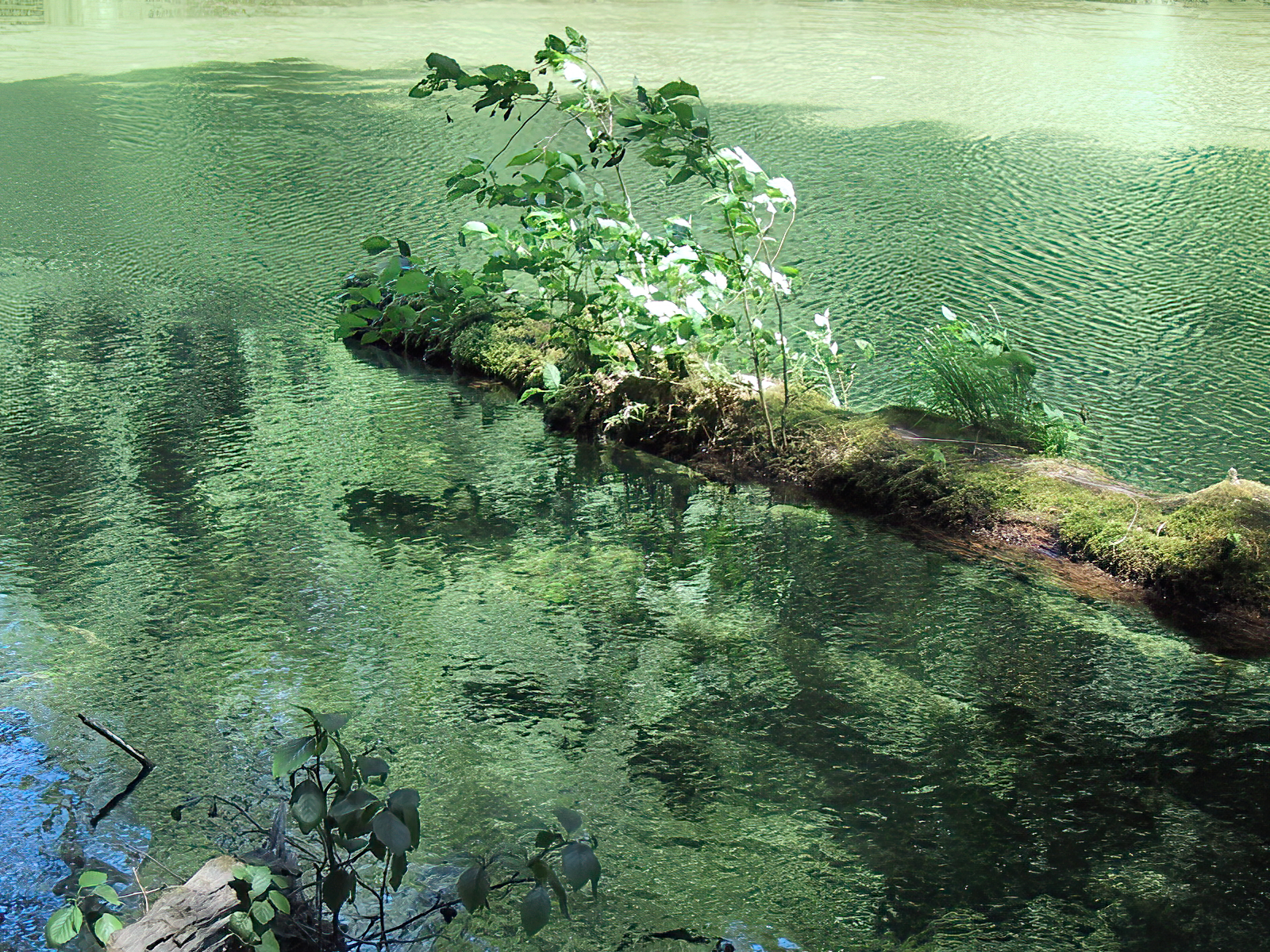
فتواتوتروف زمینی و آبزی:چند گیاه بر روی یک کنده روئیده شده است

نورپرورد یا فوتوتروف (نام علمی: Phototroph) به جاندارانی می‌گویند که انرژی مورد نیاز برای متابولیسم خود را از نور به دست می‌آورند (از جمله گیاهان، جلبک‌ها، سیانوباکتری). در انواع نورخودپرورد، انرژی‌ای که از نور خورشید گرفته می‌شود، برای تبدیل کربن دی‌اکسید و آب به مواد آلی که در بافت‌های سلولی برای کارهایی نظیر بیوسنتز استفاده می‌گردد، مورد استفاده قرار می‌گیرد. در انواع فتوهتروتروف، انرژی از نور فراهم می‌شود ولی منبع کربن به جای کربن معدنی (کربن دی‌اکسید)، کربن آلی است.